# Cottens (Friburgo)
Cottens (antiguamente en alemán Cottingen) es una comuna suiza del cantón de Friburgo, situada en el distrito de Sarine. Limita al norte con la comuna de La Brillaz, al noreste con Neyruz, al este y sureste con Hauterive y Farvagny, y al sur y suroeste con Autigny.

## Transportes
Ferrocarril
Cuenta con una estación ferroviaria en la que efectúan parada trenes regionales.